# Hikari Nakade
Hikari Nakade (中出 ひかり Nakade Hikari?), född 6 december 1988, är en japansk tidigare fotbollsspelare.
Hikari Nakade spelade 1 landskamp för det japanska landslaget.